# Luma macropsalis
Luma macropsalis là một loài bướm đêm trong họ Crambidae.